# 桂景信
桂 景信（かつら かげのぶ）は、戦国時代から安土桃山時代にかけての武将。小早川隆景の家臣。桂氏は毛利氏の庶流で、父は毛利氏の重臣・桂元澄。

## 生涯
毛利氏の重臣である桂元澄の四男として生まれ、小早川隆景に仕える。
『小早川家文書』に収められている正月の座配立書では永禄年間に上座から3番目、天正年間に6番目に記されており、景信は家臣団の中でも小早川氏一門に匹敵する高い家格を有していた。
天正5年（1577年）、備中国賀陽郡での打渡状に井上春忠らと共に署名している。
天正7年（1579年）、備前国の宇喜多直家が毛利氏を離反して織田氏に味方し、毛利方の備中忍山城を攻撃し占領した。この宇喜多氏の動きに対し、輝元は自ら吉田郡山城を出陣し、同年12月25日夜に忍山城を陥落させた。これによって宇喜多氏の勢力は備中国から駆逐され、輝元は美作国へと進軍する。備中国では備前国との国境防備の強化のために備中国賀陽郡の各城の防備が固められ、加茂城本丸に景信の弟である桂広繁、西の丸に上山元忠、東の丸に元備中石川氏家臣の生石治家、日幡城に毛利元就の娘婿の上原元将、松島城に小早川隆景の家臣である梨羽景運、そして庭瀬城に桂景信と井上豊後守がそれぞれ守りについた。
文禄3年（1594年）6月2日、筑前国松島において死去。法名は「籌林宗勝」。嫡男の桂景種が後を継いだ。